# Hister congonis
Hister congonis är en skalbaggsart som beskrevs av Lewis 1900. Hister congonis ingår i släktet Hister och familjen stumpbaggar. Inga underarter finns listade i Catalogue of Life.